# Genieridium margareteae
Genieridium margareteae är en skalbaggsart som beskrevs av François Génier och Vaz-de-mello 2002. Genieridium margareteae ingår i släktet Genieridium och familjen bladhorningar. Inga underarter finns listade i Catalogue of Life.